# Carrie Snow
Carrie Snow  é uma comediante stand-up estadunidense.